# Сребрянский, Андрей Порфирьевич
Андре́й Порфи́рьевич Сребрянский (Серебрянский; 1809, село Бутурлиновка, Бобровский уезд, Воронежская губерния — 3 августа 1838, село Козловка, Бобровский уезд, Воронежская губерния) — русский поэт, философ, критик. Наиболее известен как близкий друг и наставник Алексея Кольцова.
В поэтическом творчестве А. П. Серебрянского наблюдается характерное для переломных эпох в литературе скрещение различных «поэтик»: классицистической, сентиментально-романтической, фольклорной.

## Биография
Согласно современным исследованиям, родился в селе Бутурлиновка (Бобровский уезд, Воронежская губерния) в 1809 году, хотя в работах разных исследователей год рождения поэта колеблется в пределах четырёх лет: 1808—1811 гг. Был старшим сыном священника села, Порфирия Сребрянского, который затем переехал в село Козловка Бобровского уезда. В семье было ещё три сына и одна дочь. 
О детских и отроческих годах поэта мало что известно. В сентябре 1825 года, в возрасте шестнадцати лет, он поступил в Воронежскую духовную семинарию и учился в ней до 1831 года. Там он начал писать стихи и быстро стал в центр семинарского литературного кружка, проявив себя как способный, чуткий, эмоциональный, явно выделявшийся и по степени поэтического дарования.
Быстры, как волны, дни нашей жизни,

Что час, то короче к могиле наш путь.

Напеним янтарной струёю бокалы!

И краток и дорог весёлый наш миг!

Будущность тёмна, как осени ночи,

Прошедшее гибнет для нас навсегда;

Ловите ж минуты текущего быстро,

Как знать, что осталось для нас впереди?

Умрёшь — похоронят, как не был на свете;

Сгниёшь — не восстанешь к беседе друзей;

Полнее ж, полнее забвения чашу!

И краток и дорог весёлый наш миг.
Из преподавателей Сребрянский более всего ценил профессора Платона Ставрова, который читал в семинарии философию. Ставров был широко осведомлен в современных философских системах и направлениях, хотя сам отдавал предпочтение просветительству XVIII века. Один из учеников Ставрова, Е. Светозаров, вспоминал, что тот был особенно близок к Серебрянскому. Серебрянский даже посвятил Ставрову свою поэму «Бессмертие».
В 1827 или 1828 году, будучи студентом четвёртого класса, он познакомился с начинающим поэтом Алексеем Кольцовым. Произошло это когда компания семинаристов проводила время в загородной роще, бывшей тогда как бы воронежским парком. Кольцов, пришедший туда же, похвалил «Письмовник» Н. Г. Курганова, книгу, представлявшую собой смесь учебника, энциклопедического словаря, сборника стихов и собрания анекдотов. С семинарских высот похвалы в устах молодого прасола такому «низкому» чтению, вероятно, показались наивными и были встречены хохотом. Неожиданно Серебрянский принял сторону Кольцова и тоже стал хвалить «Письмовник» во всё более и более восторженных тонах. Наконец стало ясно, что нарастание таких восторгов у Серебрянского не более чем комическая фигура. Тем не менее их знакомство их закрепилось, а чуть позднее перешло в дружбу. Сребрянский ввёл Кольцова в свой кружок. Хотя Сребрянский и Кольцов были одного возраста, более образованный Сребрянский сразу стал наставником Кольцова, а также читателем, критиком и редактором его стихов. Не ограничиваясь только литературой, Сребрянский стал учителем Кольцова и в мировоззренческом плане. Эмоциональный, впечатлительный Серебрянский не мог не знакомить Кольцова с теми идеями и сведениями, которые получал от своего семинарского профессора, да ещё и пытался перелагать в стихи. Как позднее писал Кольцов Белинскому: «Вместе мы с ним росли, вместе читали Шекспира, думали, спорили. И я так много был ему обязан, он чересчур меня баловал».
В 1830 году Сребрянский написал поэму «Бессмертие». Поэма была сугубо философской не только в том смысле, что решала философские проблемы бытия, но и решала их совершенно умозрительно, хотя и в зарифмованном виде. Идея бессмертия логически доказывалась в трёх частях, составлявших поэму: «Предчувствие вечности, или Восторг души при наступлении весны»; «Певец при гробе Карамзина с привычной думой о смерти»; «Певец с возмущённой душой под угрюмым небосклоном вечера». Поэма пользовалась успехом среди семинаристов. После чтения «Бессмертия» один из участников и буквально, земно поклонился в ноги поэту. Сохранилось немало, хотя и противоречивых, рассказов и о публичных официальных семинарских чтениях поэмы в присутствии «особ» и самого архиерея (им в то время был Антоний (Смирницкий)).
В августе 1831 года А. П. Серебрянский покинул семинарию в зените славы, руководимый, как он сам писал, «непременным намерением поступить в светское звание и выгодами образования». Впоследствии в письмах к брату Василию он признаётся, что сожалеет о времени, проведенном в ней, давшем «осадок тоски» на его душу, надломившим без того не крепкое здоровье. Вместе с тем, как отмечал историк Воронежской духовной семинарии П. В. Никольский, литературный кружок Сребрянского надолго остался в памяти семинаристов и дал направление их последующим литературным предприятиям.
Уволённый из семинарии на филологическое отделение Московского университета, он по болезни там не обучался и годом позже, как пишет В. Г. Белинский, избрал себе поприще врача, чтобы не отчаиваться в будущем, по крайней мере, в куске хлеба, и поступил в Московскую медико-хирургическую академию. В 1832—1833 и 1834—1836 годах Андрей Серебрянский учится в академии с перерывом, обусловленным как расстройством здоровья, так и вероятным участием в студенческих беспорядках, за которые, по мнению Г. Дорохова, изучившего на основании архивных данных тот период жизни поэта, перед ним «закрылись двери в училищные места и грозило судебное преследование», но, вновь зачисленный на курс, показывает «превосходные успехи» и «благонравие».
В это время его сопровождает ряд потерь — взятие в рекруты старшего брата, уход из жизни любимого учителя П. И. Ставрова (1833), смерть отца, возлюбленной. Бедой оборачивается для него как для творческой натуры сознание несбыточности надежд: в столице он не находит применения своему таланту, понимает тщетность усилий побороть нужду и выбиться в люди; попытки осуществить задуманное наталкиваются на неодолимые препятствия, сопряженные с бедностью и болезнями. Современники отмечали в Андрее Серебрянском с годами усиливавшиеся скептицизм и пессимизм.
В 1836 году Андрей Порфирьевич переводится в Санкт-Петербургскую медико-хирургическую академию, показывает хорошую успеваемость, переходит на последний курс. Но ещё большая стесненность в средствах и частое пребывание в клиниках вынуждают прекратить учёбу. В январе 1838 года Сребрянский подаёт прошение об увольнении. «По крайнему истощению сил от долговременной болезни я уж не смею и думать о продолжении своих медицинских занятий, тем более о благополучном их окончании», — говорится в прошении. На деньги Кольцова он доехал до дома и там скончался 3 августа 1838 года.

## Наследие
За исключением статьи «Мысли о музыке», помещенной в журнале «Московский наблюдатель» (1838. — № 5. — С. 5—14) за несколько месяцев до смерти поэта, его произведения не издавались при жизни. Виссарион Белинский, издавая сочинения Кольцова, включил в издание и «Мысли о музыке»: «в виде приложения решились мы при собрании стихотворений Кольцова напечатать „Мысли о музыке“, статью друга его Серебрянского. Это единственный оставшийся после Серебрянского литературный памятник, погребенный в одном малоизвестном и притом старом уже журнале. Мы уверены, что отношения Серебрянского к Кольцову, равно как и достоинства статьи, которая сама так похожа на музыкальное произведение, вполне оправдывают её помещёние в книге сочинений Кольцова».
Из написанного им уцелели в напечатанном виде лишь ода «Бессмертие» (1830) и небольшая тетрадь его стихотворений в рукописном варианте — считавшиеся утраченными баллада «Алий, несчастный певец (опыт повествовательной поэзии)» и «Ода дружбе». Сгорели «Стихотворения Кольцова, исправленные Серебрянским», утрачена переписка обоих поэтов.

## Публикации
- Мысли о музыке // Московский наблюдатель. 1838. — № 5. — С. 5—14
- Бессмертие : ода / публ. и предисл. С. Е. Зверева // Памятная книжка Воронежской губернии на 1892 г. — Воронеж, 1892. — Отд. III. — С. 317—342.
- Серебрянского : элегии; песни; статья // Памятная книжка Воронежской губернии на 1906 г. — Воронеж, 1906. — Отд. III. — С. 54—71.
- Сочинения А. П. Серебрянского / предисл. А. М. Путинцева // Филологические записки. — 1910. — Вып. VI. — С. 819—858.
- Дни нашей жизни: Стихотворения. Поэмы. Статьи / сост. и примеч. А. А. Новоточиновй, В. В. Инютина; послесл. А. Н. Акиньшина; науч. ред. О. Г. Ласунский. — Воронеж: Издательство ВГУ, 2001. — 106 с. — ISBN 5-86937-035-3.